# Барбара Скофілд
Барбара Скофілд (англ. Barbara Scofield; 24 червня 1926 — 31 січня 2023) — американська тенісистка.
Перемагала на турнірах Великого шолома в змішаному парному розряді.

## Фінали турнірів Великого шолома

### Парний розряд: (1 поразка)
| Результат | Рік  | Турнір            | Покриття | Партнерка      | Суперниці            | Рахунок   |
| --------- | ---- | ----------------- | -------- | -------------- | -------------------- | --------- |
| Поразка   | 1951 | Чемпіонат Франції | Ґрунт    | Беріл Бартлетт | Ширлі Фра Доріс Гарт | 8–10, 3–6 |

### Мікст: (1 перемога)
| Результат | Рік  | Турнір            | Покриття | Партнер      | Суперник і суперниця               | Рахунок |
| --------- | ---- | ----------------- | -------- | ------------ | ---------------------------------- | ------- |
| Перемога  | 1950 | Чемпіонат Франції | Ґрунт    | Енріке Мореа | Патрісія Каннінґ-Тодд Білл Талберт | Без гри |

## Часова шкала турнірів Великого шлему в одиночному розряді
| W | Ф | ПФ | ЧФ | #Р | КТ | К# | DNQ | A | NH |

| Турнір               | 1948  | 1949  | 1950  | 1951  | 1952  | 1953  | 1954  | 1955  | 1956  | 1957  | 1958  | 1959  | 1960  | 1961  | Career SR |
| -------------------- | ----- | ----- | ----- | ----- | ----- | ----- | ----- | ----- | ----- | ----- | ----- | ----- | ----- | ----- | --------- |
| Чемпіонат Австралії  |       |       |       |       |       |       |       |       |       |       |       |       |       |       | 0 / 0     |
| Чемпіонат Франції    | 2р    |       | ПФ    | 2р    |       |       |       |       | 2р    |       |       |       |       | 1р    | 0 / 5     |
| Вімблдонський турнір | 2р    |       | ЧФ    | 2р    |       | 2р    |       | 1р    | 3р    |       |       |       |       |       | 0 / 6     |
| Чемпіонат США        |       |       |       |       |       |       |       |       |       | 2р    |       |       |       |       | 0 / 1     |
| SR                   | 0 / 2 | 0 / 0 | 0 / 2 | 0 / 2 | 0 / 0 | 0 / 1 | 0 / 0 | 0 / 1 | 0 / 2 | 0 / 1 | 0 / 0 | 0 / 0 | 0 / 0 | 0 / 1 | 0 / 8     |